# Je danse, j'aime, je vis
Je danse, j'aime, je vis è un cofanetto postumo della cantante italo-francese Dalida, pubblicato nel 2000 da Universal Music Projets Spéciaux.
Pubblicato per le edizioni "France Loisirs" racchiude, in tre CD, cinquantasei brani del repertorio dell'artista.

## CD 1 -Je danse
1. J'attendrai
2. Amor amor (Amour c'est tout dire)
3. Tico tico
4. Femme est la nuit
5. Salma ya salama (versione in francese)
6. Le Lambeth Walk
7. Monday Tuesday... Laissez-moi danser
8. Il faut danser reggae
9. Comme disait Mistinguett
10. Alabama song
11. Money money
12. Rio do Brasil
13. Chanteur des années 80
14. Americana
15. Femme
16. Kalimba de Luna
17. Le temps d'aimer
18. La danse de Zorba

## CD 2 -J'aime
1. Tout au plus
2. Parle plus bas (Le Parrain)
3. Il faut du temps
4. Pour ne pas vivre seul
5. Paroles, paroles (in duo con Alain Delon)
6. Vado via (Je m'en vais)
7. Je suis malade
8. Julien
9. Ta femme
10. Et de l'amour... de l'amour (in duo con Richard Saint Germain)
11. Tables séparées
12. Remember... c'était loin
13. Ti amo (Je t'aime)
14. Depuis qu'il vient chez nous
15. Fini, la comédie
16. La consultation
17. Partir ou mourir
18. Le premier amour du monde

## CD 3 -Je vis
1. Avec le temps
2. Mon frère le soleil
3. Une vie
4. Mamina
5. Anima mia
6. Seule avec moi
7. Des gens qu'on aimerait connaître
8. Manuel
9. Justine
10. Ne lui dis pas
11. À ma manière
12. Il pleut sur Bruxelles
13. J'm'appelle amnésie
14. Une femme à quarante ans
15. Ensemble (Dalida & Yolanda)
16. Téléphonez-moi
17. J'aime (colonna sonora del film "Le Battant")
18. Lucas
19. Bravo
20. Le sixième jour